# Heterolaophonte stroemi
Heterolaophonte stroemi är en kräftdjursart som först beskrevs av Baird 1934.  Heterolaophonte stroemi ingår i släktet Heterolaophonte och familjen Laophontidae. Arten är reproducerande i Sverige.

## Underarter
Arten delas in i följande underarter:
- H. s. stroemi
- H. s. brevicauda
- H. s. paraminuta